# 12974 Halitherses
12974 Halitherses este o planetă minoră (asteroid), cu un diametru de 24,746 km, din Asteroid troian al lui Jupiter. A fost descoperită pe 19 septembrie 1973 la Observatorul Palomar de Cornelis Johannes van Houten și a fost numită după Halitherses⁠(d). 
Obiectul prezintă o orbită caracterizată de o semiaxă mare de 5,1813867 UAi, o excentricitate de 0,051, o înclinație de 7,60713 ° în raport cu ecliptica.